# Karlsfried
Karlsfried je hrad v Horní Lužici, založený ve 14. století římským císařem a českým králem Karlem IV. Pozůstatky někdejšího strážního hradu se nacházejí v Lužických horách na katastrálním území vesnice Hartau, části města Žitavy v zemském okrese Zhořelec v Sasku. Hrad zanikl v první polovině 15. století.

## Geografická poloha
Hrad se nachází v nejvýchodnější části Lužických hor v oblasti, která je na území Saska označována jako Žitavské hory. Hrad byl vybudován při historické obchodní stezce ve výšce 475 m n. m. na menším skalním hřbetě při severním svahu hory Straßberg (538 m n. m.), od jejíhož vrcholu je vzdálen vzdušnou čarou asi 450 metrů. Podobná vzdálenost jej dělí od vrchu Mühlsteinberg (482 m n. m.) na severovýchodě. Dalším vyšším vrcholem v blízkosti hradu je Heideberg (549 m n. m.) na severozápadě a Sedlecký Špičák (544 m n. m.) na území okresu Liberec. Česko-německé státní hranice je od bývalého strážního hradu vzdálena asi 700 metrů směrem na východ. Hrad stával zhruba v polovině cesty mezi vesnicí Eichgraben, nyní částí města Žitavy, a Lückendorfem na české hranici.

## Historie
Hrad Karlsfried byl vybudován na příkaz Karla IV. při důležité Jablonské cestě (německy Gabler Straße), která vedla ze Žitavy přes Lückendorf a Petrovice do Jablonného a dále do českého vnitrozemí. Vedením stavby král pověřil bezdězského purkrabího Oldřicha Tistu z Hedčan, který stavbu dokončil v roce 1357. Hrad byl pojmenován po svém zakladateli. V dobových dokumentech je však často jmenován také jako Neuhaus (Nový dům), což zavdalo podnět ke spekulacím, že Karlsfried mohl být vybudován na místě někdejšího hradu Wintersteinu, jehož skutečná poloha není dodnes jasná.
Kromě posádky, která zajišťovala výběr cla a ochranu kupců, putujících po obchodní stezce, sídlil na hradě Karlsfried také lužický zemský správce. Ten v roce 1412 přesídlil do Žitavy a správu hradu převzal Hynek Berka z Dubé. Karlsfried byl poprvé obležen husitskými vojsky v roce 1421, kdy byl velitelem posádky Zikmund Děčínský z Vartenberka, a po druhém obléhání byl 25. ledna 1424 hrad dobyt a vypálen. Ve stejném roce však byl Karlsfried na příkaz Zikmunda Lucemburského opraven a jeho zdi byly zpevněny tak, aby hrad odolal silným útokům. Ač později husitská vojska ještě několikrát prošla krajem, hrad již nebyl nikdy znovu napaden.
Od roku 1439 byl Karlsfried ve vlastnictví Jana z Vartenberka, který jej využíval jako základnu pro své loupeživé výpravy na území Žitavy a dalších lužických sídel. V roce 1441 se představitelům Žitavy s přispěním dalších lužických měst podařilo od Jana z Vartenberka koupit hrady Karlsfried a Winterstein a o rok později nechali Žitavští Karlsfried rozbořit. Jeho pozůstatky postupně zanikaly v průběhu následujících staletí, kdy byly trosky průběžně rozebírány na stavební materiál. Například v roce 1525 získala obec Lückendorf dřevěné části zříceniny a v roce 1690 povolila žitavská městská rada Lückendorfským použít kameny z ruiny Karlsfriedu pro výstavbu nového kostela v jejich vesnici. Kameny a kamenná ostění oken a dveří z hradu ještě posloužily při obnově některých žitavských domů po požáru města v roce 1757.

## Popis
Do 21. století se z hradu dochovaly jen nepatrné zbytky. Na jižní straně 25 metrů vysokého skalního ostrohu jsou patrné pozůstatky čtvercové věže, která bývala součástí vstupní brány. Za touto branou bylo malé nádvoří, z něhož byl přístup do horní části hradu s palácem a velkou čtvercovou obrannou věží, která stála v nejvýše položeném místě na severovýchodě ostrožny. Skalní ostroh s hradem byl od okolního terénu oddělen přírodní průrvou, přes kterou vedl most. Na severozápadní straně stál na úpatí hradního ostrohu ohrazený celní dvůr se dvěma branami. Žitavská zemská stezka neboli Jablonská cesta procházela tímto dvorem, aby se cestující kupci nemohli vyhnout zaplacení cla. Na oplátku jim byl na cestě poskytován ozbrojený doprovod, případně také ubytování v hradním areálu.